# Afroamericanos en California
Los Afroamericanos californianos o Californianos negros son residentes del estado de California que son de ascendencia africana. Según las estimaciones de la Oficina del Censo de los Estados Unidos de 2019, aquellos identificados únicamente como afroamericanos o negros constituían el 5.8% o 2,282,144 residentes en California. Incluyendo un 1.2% adicional que se identificó como de ascendencia africana parcial, la cifra fue del 7.0% (2.8 millones de residentes). A partir de 2021, California tiene la mayor población multirracial afroamericana por número en los Estados Unidos. Los afroamericanos son el cuarto grupo étnico más grande en California después de los hispanos, los blancos y los asiáticos. Los asiáticos superaron en número a los afroamericanos en la década de 1980.
La comunidad negra es prevalente en los condados de Alameda, Contra Costa, San Francisco, y Solano en el Área de la Bahía de San Francisco, Condado de Sacramento, y Condado de San Joaquín. En el sur de California, la población se concentra en Los Ángeles, San Bernardino, y San Diego.